# София Монфератска
София Палеологина-Монфератска (на италиански: Sofia Paleologa, Sofia di Monferrato; † 21 август 1434 г.) е византийска императрица (1425 – 1426), втора съпруга на император Йоан VIII Палеолог.

## Произход и ранни години
Дъщеря е на маркиз Теодор II Палеолог дьо Монферат и втората му съпруга Жана дьо Бар, дъщеря на херцог Роберт I от Бар и Мария Валоа, дъщеря на френския крал Жан II и Бона Люксембургска.
На 26 януари 1404 г. София е сгодена за Филипо Мария Висконти, син на миланския херцог Джан Галеацо Висконти, но бракът така и не се състои.

## Брак с Йоан VIII Палеолог
На 19 януари 1421 г. София е омъжена за Йоан VIII Палеолог, най-големия от доживелите зрялост синове на император Мануил II Палеолог и Елена Драгаш. По това време Йоан е съимператор на баща си. Според Сфранцес бракът е сключен в катедралата „Св. София“ в Константинопол.
Мануил Палеолог изпраща специално посолство до католическия събор в Констанса, докато търси папско разрешение за сключването на брака между София и Йоан VIII. Проблем се оказва преминаването на София от католицизма в православната вяра. Най-накрая се получава разрешение от папа Мартин V, който е избран от събора в Констанса.
Според слуховете София не се побирала в стандартите за красота на своето време. Йоан VIII не е доволен от брака си и страни от съпругата си. София прекарва по-голямата част от брака си изолирана от него.
На 21 юли 1425 г. умира Мануил II Палеолог, а престолът е наследен от Йоан VIII. София измества свекърва си като старша императрица. Въпреки това бракът между София и Йоан VIII е разтрогнат през август 1426 г. София не се омъжва повторно и умира осем години по-късно.